# 豐原轉運中心
24°15′15″N 120°43′27″E / 24.2542393°N 120.7241742°E
豐原轉運中心是位在臺中市豐原區豐陽路上的轉運車站，與台鐵豐原車站相鄰。為地下2層、地上5層的多功能建築，設有7席客運月台，296席汽車及849席機車的停車空間，1至2樓的商場部分由委外廠商大車河有限公司負責招商。

## 歷史
豐原轉運中心動土典禮於2019年10月7日舉行，2022年5月27日台中市政府宣布轉運中心OT案最優申請人為大車河公司。

## 公車路線

#### 第1月台
- 【211】：豐原 - 土城 - 大甲體育場
- 【212】：豐原 - 水美 - 大甲體育場
- 【811】：豐原轉運中心 - 大甲體育場
- 【813】：豐原轉運中心 - 文武公園

#### 第2月台
- 【92】：豐原 - 大安國中
- 【213】：豐原 - 下后里 - 大甲體育場
- 【215】：豐原 - 麗寶樂園 - 大甲體育場
- 【888】 : 豐原轉運中心 - 泰安車站

#### 第3月台
- 【182】：豐原轉運中心 - 新庄 - 清水
- 【183】：豐原轉運中心 - 新庄 - 臺中港郵局
- 【185】：豐原轉運中心 - 東山 - 清水
- 【186】：豐原轉運中心 - 東山 - 臺中港郵局
- 【232】：豐原轉運中心 - 東山
- 【237】：豐原轉運中心 - 大肚車站
- 【238】：豐原轉運中心 - 臺中港郵局
- 【239】：豐原轉運中心 - 梧棲

#### 第4月台
- 【220】：豐原轉運中心 - 社口 - 國安社區(宜寧中學)
- 【227】：豐原 - 東陽里
- 【528】：老樹公園 - 豐原轉運中心
- 【529】：豐原轉運中心 - 朝馬
- 【956】：翁子 - 光華高工
- 【989】：翁子 - 圳前仁愛公園

#### 第5月台
- 【統聯客運1617】：台北 - 豐原 - 東勢[3]
- 【豐原客運6606】：台北 - 豐原[4]

- 【91】：舊庄 - 中興嶺停車場
- 【218】：豐原轉運中心 - 神岡區公所
- 【223】：豐原 - 公老坪頂
- 【235】：豐原圓環線 *
- 【958】：豐原轉運中心 - 臺中車站

#### 第6月台（外部長廊式候車亭）
- 【152】：翁子國小 - 台中市議會
- 【700】：翁子國小 - 綠空廊道(復興東路)
- 【921】：豐原轉運中心 - 捷運北屯總站(敦富路)

## 轉乘運輸

### 軌道系統
- 臺灣鐵路豐原車站